# Schlemait
Schlemait, ist ein sehr selten vorkommendes Mineral aus der Mineralklasse der „Sulfide und Sulfosalze“ mit der chemischen Formel (Cu,□)6(Pb,Bi)Se4. Schlemait ist damit chemisch gesehen ein Kupfer-Blei-Bismut-Selenid, das strukturell mit den Sulfiden verwandt ist.
Schlemait kristallisiert im monoklinen Kristallsystem und entwickelt ausschließlich xenomorphe bis subidiomorphe Aggregate sowie isolierte subidiomorphe Kristalle bis zu einigen hundert Mikrometern Größe. Gut ausgebildete Kristalle sind unbekannt.

## Etymologie und Geschichte

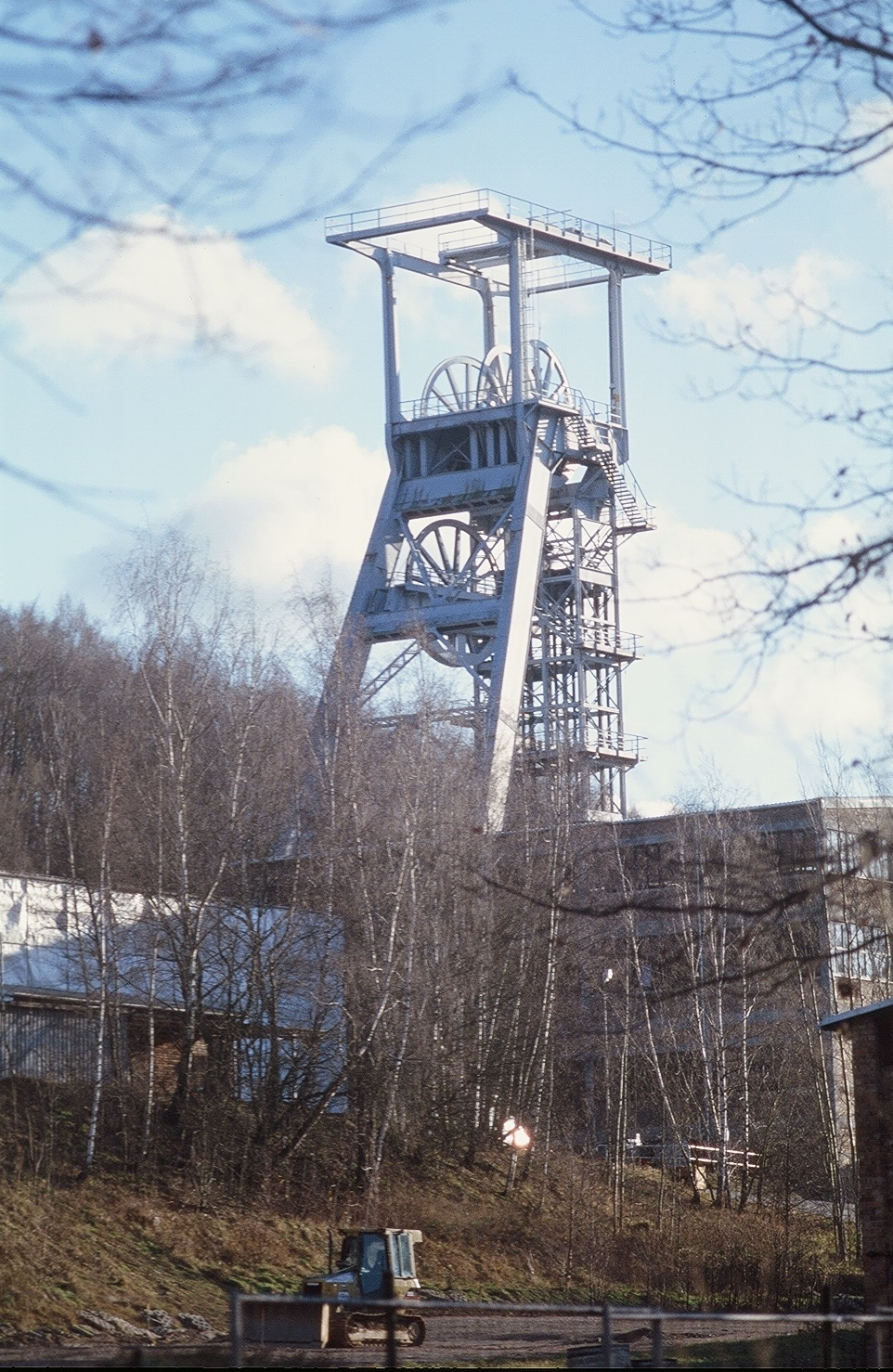
Schachtfördergerüst des Schachts 371 – Hauptförderschacht der Lagerstätte Niederschlema-Alberoda, die den Namen für das Mineral Schlemait lieferte

Schlemait wurde bei der Durchmusterung von Erzanschliffen Se-haltiger Mineralen aus der Uran-Lagerstätte Niederschlema-Alberoda entdeckt und 2003 durch ein internationales Forscherteam mit Hans-Jürgen Förster, Mark A. Cooper, Andrew C. Roberts, Chris J. Stanley, Alan J. Criddle, Frank C. Hawthorne, J.H. Gilles Laflamme und Gerhard Tischendorf beschrieben. Das Material, aus dem der Anschliff angefertigt wurde, war bereits im Jahre 1964 gefunden worden.
Das Mineral wurde 2003 von der International Mineralogical Association (IMA) anerkannt und nach seiner Typlokalität, dem Erzfeld Schlema-Alberoda in der ehemaligen Bergbauregion in Sachsen, Deutschland, benannt.
Typmaterial des Minerals wird im Mineralogischen Institut der Technischen Universität Bergakademie Freiberg in Deutschland (Nr. 80824), im Natural History Museum, London, (Katalog-Nr. BM 2003,4), sowie in der Systematic Reference Series of the National Mineral Collection of Canada, Geological Survey of Canada in Ottawa, (Katalog-Nr. 68099) aufbewahrt.

## Klassifikation
Da der Schlemait erst 2003 als eigenständiges Mineral anerkannt wurde, ist er in der seit 2001 veralteten Systematik der Minerale nach Strunz (8. Auflage) nicht aufgeführt.
Die seit 2001 gültige und von der International Mineralogical Association (IMA) verwendete 9. Auflage der Strunz’schen Mineralsystematik ordnet den Schlemait ebenfalls in die Klasse der „Sulfide und Sulfosalze“ und dort in die Abteilung der „Metallsulfide, M : S > 1 : 1 (hauptsächlich 2 : 1)“ ein. Diese ist allerdings weiter unterteilt nach den in der Verbindung vorherrschenden Metallen, so dass das Mineral entsprechend seiner Zusammensetzung in der Unterabteilung „mit Blei (Pb), Bismut (Bi)“ zu finden ist, wo es als einziges Mitglied die unbenannte Gruppe 2.BE.25 bildet.
Auch die vorwiegend im englischen Sprachraum gebräuchliche Systematik der Minerale nach Dana ordnet den Schlemait in die Klasse der „Sulfide und Sulfosalze“ und dort in die Abteilung der „Sulfidminerale“ ein. Hier ist er zusammen mit Furutobeit in der unbenannten Gruppe 02.16.12 innerhalb der Unterabteilung „Systematik der Minerale nach Dana/Sulfide und Sulfosalze#02.16 Sulfide – einschließlich Seleniden und Telluriden – mit verschiedenen Formeln“ zu finden.

## Kristallstruktur
Schlemait kristallisiert im monoklinen Kristallsystem in der Raumgruppe P21/m (Raumgruppen-Nr. 11) mit den Gitterparametern a = 9,564 Å; b = 4,100 Å; c = 10,255 Å und β = 100,07°; sowie zwei Formeleinheiten pro Elementarzelle.
Es werden strukturelle Beziehungen zum chemisch ähnlichen Mineral Furutobeit, (Cu,Ag)6PbS4 für wahrscheinlich gehalten, jedoch sind beide Minerale nicht isostrukturell. Schlemait ist deshalb auch nicht das Se-Analogon von Furutobeit.

## Eigenschaften

### Morphologie
Schlemait findet sich nie in deutlichen Kristallen, sondern ausschließlich in Form von xenomorphen bis subidiomorphen Verwachsungen mit anderen Seleniden in Aggregaten bis zu mehreren hundert Mikrometern Größe. Ferner wurden auch isolierte subidiomorphe Kristalle in derselben Größenordnung beobachtet. Schlemait bildet mit den anderen Selenidmineralen nestartige Anreicherungen von 2 bis 5 cm Durchmesser.

### Physikalische und chemische Eigenschaften
Die Aggregate des Schlemaits sind schwarz, die Strichfarbe des metallglänzenden Schlemaits wird ebenfalls als schwarz beschrieben. Schlemait ist spröde, weist einen unebenen Bruch und keine Spaltbarkeit auf. Mit einer Mohshärte von 3 gehört Schlemait zu den weichen bis mittelharten Mineralen, die sich wie das Referenzmineral Calcit mit einer Kupfermünze ritzen lassen. Die berechnete Dichte des Minerals liegt bei 7,54 g/cm3.
Im reflektierten Licht (Anschliff) ist Schlemait grau, zeigt eine sehr schwache Bireflektanz und keinen Pleochroismus. Gegen den relativ blauen Berzelianit, den weißen Clausthalit und den beigefarbenen Eukairit erscheint Schlemait jedoch schwach rosa. Bei gekreuzten Polaren zeigt das Mineral eine sehr schwache Anisotropie mit Rotationsfarben in sehr blass metallisch orangefarbenen und blauen Schattierungen.

## Bildung und Fundorte
Schlemait findet sich auf hydrothermalen, selenreichen Erzgängen. Er ist vergesellschaftet mit Clausthalit, Eukairit, Berzelianit und Löllingit in einer Matrix aus Dolomit-Ankerit. In einem weiteren Erzanschliff konnte man zusätzlich zu dieser Paragenese noch Tiemannit, Umangit und Bohdanowiczit beobachten. Die Selenide bilden Nester und Spaltenfüllungen in Dolomit-Ankerit-(Calcit)-Gängen der mgu-Formation (Magnesiumkarbonat-Pechblende-Formation) sowie fein verteilte Körner in den Intergranularhohlräumen der Mg-Fe-Carbonate.
Das Mineral konnte bisher (Stand 2016) nur an seiner Typlokalität, dem Schacht 371 (Erzgang „Tiber“ auf der –855-m-Sohle, Block 5128) im Lagerstättenrevier Niederschlema-Alberoda bei Hartenstein (Sachsen), nachgewiesen werden. Von den drei Uran-Gangerzlagerstätten im Erzdistrikt Schneeberg-Schlema-Alberoda (also Schneeberg sensu stricto, Oberschlema und Niederschlema-Alberoda) wird Niederschlema-Alberoda als das bedeutendste Vorkommen von Seleniden im Erzgebirge angesehen.

## Verwendung
Schlemait mit Endgliedzusammensetzung (Cu6PbSe4) besteht zu etwa 42 % aus Kupfer, zu etwa 23 % aus Blei und zu etwa 35 % aus Selen; das in der Natur noch nicht nachgewiesene Bismut-Endglied (Cu5BiSe4) besteht zu etwa 38 % aus Kupfer, zu etwa 25 % aus Bismut und zu etwa 37 % aus Selen. Aufgrund seiner Seltenheit ist Schlemait als Rohstoff für diese Elemente jedoch technisch völlig unbedeutend.